# Union internationale de patinage
Pour les articles homonymes, voir ISU.
L'Union internationale de patinage (UIP) ou officiellement en anglais International Skating Union (ISU), est la fédération internationale des disciplines sportives suivantes : patinage artistique et danse sur glace, patinage synchronisé, patinage de vitesse sur longue et courte piste. Fondée à Schéveningue (Pays-Bas) en 1892, elle est une des plus vieilles fédérations internationales sportives. Le siège social de l'ISU est maintenant situé à Lausanne (Suisse).

## Mission
Elle a pour mission d'édicter et faire évoluer les règlements, d'organiser des compétitions internationales et de fédérer/synchroniser les fédérations nationales.

### Compétitions organisées
L'ISU organise plusieurs circuits de compétitions mondiales, européennes, ou des quatre continents (hors Europe).
Patinage de vitesse :
- Coupe du monde de patinage de vitesse
- Coupe du monde junior de patinage de vitesse
- Championnats d'Europe de patinage de vitesse
- Championnats du monde de patinage de vitesse sprint : féminins + masculins
- Championnats du monde de patinage de vitesse toutes distances
- Championnats du monde de patinage de vitesse par distances individuelles
- Championnats du monde junior de patinage de vitesse

Short-track :
- Coupe du monde de patinage de vitesse sur piste courte
- Championnats d'Europe de patinage de vitesse sur piste courte
- Championnats du monde de patinage de vitesse sur piste courte
- Championnats du monde junior de patinage de vitesse sur piste courte

Patinage artistique et danse sur glace :
- Grand Prix ISU
- Grand Prix Junior ISU
- Championnats d'Europe de patinage artistique
- Championnats des quatre continents de patinage artistique
- Championnats du monde de patinage artistique
- Championnats du monde juniors de patinage artistique
- Championnats du monde par équipes de patinage artistique

Patinage synchronisé :
- Championnats du monde de patinage synchronisé
- Championnats du monde junior de patinage synchronisé
- World Challenge Cup junior de patinage synchronisé

## Présidents
|    | Présidents de l'ISU           | Dates de présidence | Nationalités | Sports d'origine    | Remarques                                                                      |
| -- | ----------------------------- | ------------------- | ------------ | ------------------- | ------------------------------------------------------------------------------ |
| 1  | Pim Mulier (1865-1954)        | 1892-1894           | Pays-Bas     |                     | Il est considéré comme l'un des fondateurs du sport moderne aux Pays-Bas.      |
| 2  | Viktor Balck (1844-1928)      | 1895-1924           | Suède        |                     | Un des membres fondateurs du CIO, souvent appelé « le père du sport suédois. » |
| 3  | Ulrich Salchow (1877-1949)    | 1925-1937           | Suède        | Patinage artistique | Multiple médaillé mondial et européen, champion olympique 1908.                |
| 4  | Gerrit van Laer (1884-1945)   | 1937-1945           | Pays-Bas     | Patinage de vitesse |                                                                                |
| 5  | Herbert Clarke (1879-1956)    | 1946-1953           | Royaume-Uni  | Patinage artistique |                                                                                |
| 6  | James Koch (1904-1982)        | 1953-1967           | Suisse       |                     |                                                                                |
| 7  | Ernst Labin (†1967)           | 1967-1967           | Autriche     |                     |                                                                                |
| 8  | Jacques Favart (1920-1980)    | 1967-1980           | France       | Patinage artistique | Champion de France en individuel et en couple.                                 |
| 9  | Olaf Poulsen (1920-2008)      | 1980-1994           | Norvège      | Patinage de vitesse |                                                                                |
| 10 | Ottavio Cinquanta (1938-2022) | 1994-2016           | Italie       | Patinage de vitesse |                                                                                |
| 11 | Jan Dijkema (1944...)         | 2016-2022           | Pays-Bas     | Patinage de vitesse |                                                                                |
| 12 | Kim Jae-youl (1968-)          | 2022-               | Corée du Sud |                     | Premier président non-européen                                                 |

## Liste des congrès de l'ISU
55 congrès ont été organisés par l'ISU depuis 1892 :
1. 1892 -  Schéveningue
2. 1895 -  Copenhague
3. 1897 -  Stockholm
4. 1899 -  Londres
5. 1901 -  Berlin
6. 1903 -  Budapest
7. 1905 -  Copenhague
8. 1907 -  Stockholm
9. 1909 -  Amsterdam
10. 1911 -  Vienne
11. 1913 -  Budapest
12. 1921 -  Amsterdam
13. 1923 -  Copenhague
14. 1925 -  Davos
15. 1927 -  Bagnères-de-Luchon
16. 1929 -  Oslo
17. 1931 -  Vienne
18. 1933 -  Prague
19. 1935 -  Stockholm
20. 1937 -  Saint-Moritz
21. 1939 -  Amsterdam
22. 1947 -  Oslo
23. 1949 -  Paris
24. 1951 -  Copenhague
25. 1953 -  Stresa
26. 1955 -  Lausanne
27. 1957 -  Salzbourg
28. 1959 -  Tours
29. 1961 -  Bergen
30. 1963 -  Helsinki
31. 1965 -  Vienne
32. 1967 -  Amsterdam
33. 1969 -  Maidenhead
34. 1971 -  Venise
35. 1973 -  Copenhague
36. 1975 -  Munich
37. 1977 -  Paris
38. 1980 -  Davos
39. 1982 -  Stavanger
40. 1984 -  Colorado Springs
41. 1986 -  Velden am Wörther See
42. 1988 -  Davos
43. 1990 -  Christchurch
44. 1992 -  Davos
45. 1994 -  Boston
46. 1996 -  Davos
47. 1998 -  Stockholm
48. 2000 -  Québec
49. 2002 -  Kyoto
50. 2004 -  Schéveningue
51. 2006 -  Budapest
52. 2008 -  Monaco
53. 2010 -  Barcelone
54. 2012 -  Kuala Lumpur
55. 2014 -  Dublin
56. 2016 -  Dubrovnik
57. 2018 -  Séville
58. 2022 -  Phuket
59. 2024 -  Las Vegas

## Pays membres
En 2022, l'ISU compte 81 pays membres, à la suite des adhésions de l'Égypte et du Koweït. Lors de sa création, elle ne rassemble que quelques pays européens, rejoints après 1920 par les États-Unis et le Japon. Après 1945, l'ISU s'étend lentement à d'autres pays d'Europe, d'Océanie et d'Afrique (du Sud). Durant les années 1970 et 1980, plusieurs pays d'Asie la rejoignent, accompagnés au début des années 1990 des nombreux nouveaux pays issus de l'éclatement de l'URSS, de la Yougoslavie et de la Tchécoslovaquie.
Depuis les années 2000, l'ISU connaît une nouvelle expansion, notamment rejointe par plusieurs pays d'Asie et d'Amérique latine.

### Fédérations européennes
45 fédérations européennes sont membres de l'ISU. Il s'agit des pays prenant part aux Championnats d'Europe, incluant des pays situés sur le continent asiatique (Arménie, Azerbaïdjan, Géorgie, Israël) ou sur les deux continents à la fois (Turquie, Russie).
|    | Pays               | Fédération                                                                                    | Catégorie                                    | Adhésion                                | Première participation à une compétition ISU |
| -- | ------------------ | --------------------------------------------------------------------------------------------- | -------------------------------------------- | --------------------------------------- | -------------------------------------------- |
| 1  | Allemagne          | Deutsche Eislauf-Union e.V. Deutsche Eisschnelllauf-Gemeinschaft                              | Patinage artistique Patinage de vitesse      | 1892                                    | 1891                                         |
| 2  | Andorre            | Federació Andorrana d'Esports de Gel                                                          | Patinage artistique                          | 1995                                    | 1999                                         |
| 3  | Arménie            | Figure Skating Federation Of Armenia                                                          | Patinage artistique                          | 1994                                    | 1995                                         |
| 4  | Autriche           | Österreichischer Eiskunstlauf Verband Österreichischer Eisschnelllauf Verband                 | Patinage artistique Patinage de vitesse      | 1892                                    | 1891                                         |
| 5  | Azerbaïdjan        | The Skating Federation Of Azerbaijan Republic                                                 | Patinage artistique                          | 1993                                    | 1994                                         |
| 6  | Belgique           | Fédération royale belge de patinage artistique Fédération royale belge de patinage de vitesse | Patinage artistique Patinage de vitesse      | 1911                                    | 1920                                         |
| 7  | Biélorussie        | Skating Union of Belarus                                                                      | Patinage artistique Patinage de vitesse      | 1992                                    | 1993                                         |
| 8  | Bosnie-Herzégovine | Skating Federation Of Bosnia And Herzegovina                                                  | Patinage artistique Patinage de vitesse      | 1994                                    | 1999                                         |
| 9  | Bulgarie           | Bulgarian Skating Federation                                                                  | Patinage artistique Patinage de vitesse      | 1967                                    | 1976                                         |
| 10 | Chypre             | Cyprus Skating Federation                                                                     | Patinage artistique                          | 1995-2006 2011                          | 2013                                         |
| 11 | Croatie            | Croatian Skating Federation                                                                   | Patinage Artistique Patinage de Vitesse      | 1992                                    | 1992                                         |
| 12 | Danemark           | Dansk Skøjte Union                                                                            | Patinage Artistique Patinage de Vitesse      | 1893                                    | 1933                                         |
| 13 | Espagne            | Federación Espanola de Deportes de Hielo                                                      | Patinage Artistique Patinage de Vitesse      | 1956                                    | 1956                                         |
| 14 | Estonie            | The Estonian Skating Union                                                                    | Patinage Artistique Patinage de Vitesse      | 1928                                    | 1936                                         |
| 15 | Finlande           | Suomen Taitoluisteluliitto Suomen Luisteluliitto                                              | Patinage Artistique Patinage de Vitesse      | 1894 1908                               | 1903                                         |
| 16 | France             | Fédération Française des Sports de Glace                                                      | Patinage Artistique Patinage de Vitesse      | 1908                                    | 1912                                         |
| 17 | Géorgie            | Georgian Figure Skating Federation                                                            | Patinage Artistique                          | 1992                                    | 1993                                         |
| 18 | Grèce              | Hellenic Winter Sports Federation                                                             | Patinage Artistique                          | 1987                                    | 1990                                         |
| 19 | Hongrie            | Hungarian National Skating Federation                                                         | Patinage Artistique Patinage de Vitesse      | 1892                                    | 1892                                         |
| 20 | Irlande            | Ice Skating Association of Ireland                                                            | Patinage Artistique Patinage de Vitesse      | 2008                                    | 2009                                         |
| 21 | Islande            | Icelandic Skating Association                                                                 | Patinage Artistique                          | 2000                                    | 2003                                         |
| 22 | Israël             | Israel Ice Skating Federation                                                                 | Patinage Artistique Patinage de Vitesse      | 1992                                    | 1993                                         |
| 23 | Italie             | Federazione Italiana Sport Del Ghiaccio                                                       | Patinage Artistique Patinage de Vitesse      | 1921                                    | 1931                                         |
| 24 | Lettonie           | Latvian Skating Association                                                                   | Patinage Artistique Patinage de Vitesse      | 1926                                    | 1934                                         |
| 25 | Liechtenstein      | Liechtensteiner Eislauf Verband                                                               | Patinage Artistique                          | 2014                                    |                                              |
| 26 | Lituanie           | Lithuanian Skating Federation Lithuanian Speed Skating Association                            | Patinage Artistique Patinage de Vitesse      | 1928                                    | 1992                                         |
| 27 | Luxembourg         | Union Luxembourgeoise de Patinage Union Luxembourgeoise de Patinage de Vitesse                | Patinage Artistique Patinage de Vitesse      | 1971 1996                               | 1974                                         |
| 28 | Macédoine du Nord  | Skating Federation of Macedonia                                                               | Patinage Artistique                          | 2017                                    |                                              |
| 29 | Moldavie           | Figure Skating Federation of Moldova                                                          | Patinage Artistique                          | 2014                                    |                                              |
| 30 | Monaco             | Federation Monegasque De Patinage                                                             | Patinage Artistique                          | 2003                                    | 2005                                         |
| 31 | Norvège            | Norges Skøyteforbund                                                                          | Patinage Artistique Patinage de Vitesse      | 1892                                    | 1893                                         |
| 32 | Pays-Bas           | Koninklijke Nederlandsche Schaatsenrijders Bond                                               | Patinage Artistique Patinage de Vitesse      | 1892                                    | 1951                                         |
| 33 | Pologne            | Polish Figure Skating Association Polish Speed Skating Association                            | Patinage Artistique Patinage de Vitesse      | 1925                                    | 1934                                         |
| 34 | Portugal           | Federaçao de Desportos de Inverno de Portugal                                                 | Patinage Artistique Patinage de Vitesse      | ?-2006 2021                             |                                              |
| 35 | République tchèque | Czech Figure Skating Association Czech Speed Skating Federation                               | Patinage Artistique Patinage de Vitesse      | 1923 1991                               | 1922                                         |
| 36 | Roumanie           | Romanian Skating Federation                                                                   | Patinage Artistique Patinage de Vitesse      | 1933                                    | 1934                                         |
| 37 | Royaume-Uni        | National Ice Skating Association Of Uk Ltd                                                    | Patinage Artistique Patinage de Vitesse      | 1892                                    | 1898                                         |
| 38 | Russie             | The Figure Skating Federation of Russia Russian Skating Union                                 | Patinage Artistique Patinage de Vitesse      | 1893 (Russie) 1947 (URSS) 1991 (Russie) | 1896 (Empire russe)                          |
| 39 | Serbie             | Serbian Skating Association                                                                   | Patinage Artistique Patinage de Vitesse      | 1928 (Yougoslavie) 2006 (Serbie)        | 1937 (Yougoslavie)                           |
| 40 | Slovaquie          | Slovak Figure Skating Association Slovak Speed Skating Union                                  | Patinage Artistique Patinage de Vitesse      | 1993 1998                               | 1994                                         |
| 41 | Slovénie           | Slovene Skating Union                                                                         | Patinage Artistique Patinage de Vitesse      | 1992                                    | 1992                                         |
| 42 | Suède              | Svenska Konståkningsförbundet Svenska Skridskoförbundet Stockholms Allmänna Skridskoklubb     | Patinage Artistique Patinage de Vitesse Club | 1892 1905 1892                          | 1893                                         |
| 43 | Suisse             | Schweizer Eislauf-Verband Swiss Ice Skating Internationaler Schlittschuh-Club Davos           | Patinage Artistique Patinage de Vitesse Club | 1896                                    | 1920                                         |
| 44 | Turquie            | Turkish Ice Skating Federation                                                                | Patinage Artistique Patinage de Vitesse      | 1990                                    | 1994                                         |
| 45 | Ukraine            | Ukrainian Figure Skating Federation Ukrainian Speed Skating Federation                        | Patinage Artistique Patinage de Vitesse      | 1992                                    | 1993                                         |

### Fédérations des 4 Continents
36 fédérations extra-européennes sont membres de l'ISU : elles participent aux championnats des 4 Continents. 22 se situent en Asie, 9 en Amérique, 2 en Afrique et 3 en Océanie.
|    | Pays                | Fédération                                                                             | Catégorie                               | Adhésion  | Première participation à une compétition ISU |
| -- | ------------------- | -------------------------------------------------------------------------------------- | --------------------------------------- | --------- | -------------------------------------------- |
| 1  | Afrique du Sud      | South African Figure Skating Association South African Speed Skating Association       | Patinage artistique Patinage de vitesse | 1938      | 1960                                         |
| 2  | Argentine           | Federacion Argentina De Patinaje Sobre Hielo Argentine Ice Speed Skaters Union (UVEPA) | Patinage artistique Patinage de vitesse | 2004 2006 | 2006                                         |
| 3  | Australie           | Ice Skating Australia Incorporated Australian Ice Racing Inc.                          | Patinage artistique Patinage de vitesse | 1932 1957 | 1947                                         |
| 4  | Brésil              | Confederacao Brasileira De Desportos No Gelo                                           | Patinage artistique Patinage de vitesse | 2002      | 2007                                         |
| 5  | Canada              | Skate Canada / Patinage Canada Speed Skating Canada                                    | Patinage artistique Patinage de vitesse | 1894      | 1924                                         |
| 6  | Chili               | Chilean National Figure Skating Federation                                             | Patinage artistique                     | 2019      |                                              |
| 7  | Chine               | Chinese Figure Skating AssociationChinese Skating Association                          | Patinage artistique Patinage de vitesse | 1956      | 1980                                         |
| 8  | Colombie            | Colombia Federation of Skating Sports                                                  | Patinage de vitesse                     | 2015      |                                              |
| 9  | Corée du Nord       | Skating Association of the Democratic People's Republic of Korea                       | Patinage artistique Patinage de vitesse | 1957      | 1979                                         |
| 10 | Corée du Sud        | Korea Skating Union                                                                    | Patinage artistique Patinage de vitesse | 1948      | 1968                                         |
| 11 | Égypte              | Ice Skate Egypt                                                                        | Patinage Artistique                     | 2022      |                                              |
| 12 | Émirats arabes unis | United Arab Emirates Ice Sports Federation                                             | Patinage artistique                     | 2013      |                                              |
| 13 | Équateur            | Ecuadorian Skating Federation                                                          | Patinage artistique                     | 2021      |                                              |
| 14 | États-Unis          | The United States Figure Skating Association U.S. Speedskating                         | Patinage artistique Patinage de vitesse | 1923 1965 | 1920                                         |
| 15 | Hong Kong           | Hong Kong Skating Union Limited                                                        | Patinage artistique Patinage de vitesse | 1983      | 1985                                         |
| 16 | Inde                | Ice Skating Association of India                                                       | Patinage artistique Patinage de vitesse | 2003      | 2005                                         |
| 17 | Indonésie           | Persatuan Olahraga Sepatu Roda Seluruh Indonesia                                       | Patinage artistique Patinage de vitesse | 2013      |                                              |
| 18 | Japon               | Japan Skating Federation                                                               | Patinage artistique Patinage de vitesse | 1926      | 1932                                         |
| 19 | Kazakhstan          | National Skating Federation of the Republic of Kazakhstan                              | Patinage artistique Patinage de vitesse | 1992      | 1993                                         |
| 20 | Kirghizistan        | Skating Federation of the Kyrgyz Republic                                              | Patinage artistique                     | 2014      |                                              |
| 21 | Koweït              | Koweit Figure Skate Federation                                                         | Patinage artistique                     | 2022      |                                              |
| 22 | Malaisie            | Ice Skating Association of Malaysia                                                    | Patinage artistique Patinage de vitesse | 2009      | 2011                                         |
| 23 | Maroc               | Association of Moroccan Ice Sports                                                     | Patinage artistique                     | 2011      |                                              |
| 24 | Mexique             | Federacion Mexicana de Patinaje Sobre Hielo y Deportes de Invierno                     | Patinage artistique                     | 1987      | 1988                                         |
| 25 | Mongolie            | Skating Union of Mongolia                                                              | Patinage artistique Patinage de vitesse | 1960      | 2011                                         |
| 26 | Nouvelle-Zélande    | Ice Speed Skating New Zealand Inc. New Zealand Ice Figure Skating Association Inc.     | Patinage artistique Patinage de vitesse | 1964 1983 | 1976                                         |
| 27 | Ouzbékistan         | Winter Sports Association of Uzbekistan                                                | Patinage artistique Patinage de vitesse | 1992      | 1992                                         |
| 28 | Pérou               | Peruvian Skating Federation                                                            | Patinage artistique                     | 2019      |                                              |
| 29 | Philippines         | Philippine Skating Union                                                               | Patinage artistique Patinage de vitesse | 2004      | 2006                                         |
| 30 | Qatar               | Qatar Skating Federation                                                               | Patinage de vitesse                     | 2014      |                                              |
| 31 | Singapour           | Singapore Ice Skating Association                                                      | Patinage artistique Patinage de vitesse | 2008      | 2009                                         |
| 32 | Thaïlande           | Figure and Speed Skating Association of Thailand                                       | Patinage artistique Patinage de vitesse | 1988      | 1989                                         |
| 33 | Taïwan              | Chinese Taipei Skating Union                                                           | Patinage artistique Patinage de vitesse | 1983      | 1986                                         |
| 34 | Turkménistan        | National Center of Turkmenistan for Winter Sport                                       | Patinage artistique                     | 2019      |                                              |
| 35 | Viêt Nam            | Skating Federation of Vietnam                                                          | Patinage artistique Patinage de Vitesse | 2019      |                                              |

### Fédérations non-membres ou anciens membres de l'ISU
| Pays               | Fédération                            | Catégorie           | Adhésion  | Remarques                                               |
| ------------------ | ------------------------------------- | ------------------- | --------- | ------------------------------------------------------- |
| Allemagne de l'Est |                                       |                     | 1953-1990 | Fédération dissoute lors de la réunification allemande. |
| Cambodge           | Cambodia Ice Skating Federation       | Patinage artistique | 2017-2022 | S'est retirée de l'ISU pour des raisons internes.       |
| Grenade            | Grenada Figure Skating Association    | Patinage artistique | 2011-2015 | Exclu pour cause d'inactivité.                          |
| Monténégro         | Skating Association Of Montenegro     |                     | 2008-2012 | Exclu pour cause d'inactivité.                          |
| Porto Rico         | Puerto Rico Figure Skating Federation | Patinage artistique | 2004-2015 | Fédération dissoute en 2014.                            |

Des patineurs d'autres pays (Jordanie, Liban, Pakistan) ont participé individuellement à des compétitions non-ISU ces dernières années, sans que cela implique pour autant l'existence d'une fédération nationale de sports de glace.
D'autres fédérations existent dans des dépendances d'États indépendants, comme  Gibraltar (Gibraltar Ice Skating Association).